# 格盧希齊亞
51°23′47″N 26°38′32″E / 51.39639°N 26.64222°E
格盧希齊亞（烏克蘭語：Глушиця），是烏克蘭的村落，位於該國西北部羅夫諾州，由薩爾內區負責管轄，始建於1610年，面積1.22平方公里，海拔高度150米，2001年人口1,209，人口密度每平方公里988.6人。